# Orchestra of Wolves
Orchestra of Wolves (ang. Orkiestra Wilków) – jest to debiutancki album punkowego zespołu Gallows. Wydany został 25 września 2007 roku nakładem wydawnictwa In at the Deep End Records, następnie reedycję płyty wydano prawie rok później, 10 lipca 2007, nakładem niezależnej wytwórni płytowej Epitaph Records. Przed nagrywaniem tego albumu z zespołu odszedł gitarzysta Paulo Laventure, zastąpił go Steph Carter.

## Lista utworów
1. "Kill the Rhythm"
2. "Come Friendly Bombs"
3. "Abandon Ship"
4. "In the Belly of a Shark"
5. "Six Years"
6. "Rolling with the Punches"
7. "Last Fight for the Living Dead"
8. "Just Because You Sleep Next to Me Doesn't Mean You're Safe"
9. "Will Someone Shoot That Fucking Snake"
10. "Stay Cold"
11. "I Promise This Won't Hurt"
12. "Orchestra of Wolves"

### Bonusowe utwory
1. "Abandon Ship" (BBC Punk session – 5 kwietnia 2007)
2. "Rolling with the Punches" (BBC Punk session – 5 kwietnia 2007)
3. "Will Someone Shoot That Fucking Snake" (BBC Punk session – 5 kwietnia 2007)
4. "Six Years" (BBC Punk session – 5 kwietnia 2007)
5. "Just Because You Sleep Next to Me" (BBC Rock session – 28 grudnia 2006)
6. "In the Belly of a Shark" (BBC Rock session – 28 grudnia 2006)
7. "Sick if Feeling Sick" (nowy utwór)
8. "Black Heart Queen" (nowy utwór)
9. "Nervous Breakdown" (cover Black Flag)/"Staring at the Rude Bois" (ukryty utwór) (cover The Ruts)

## Miejsce na liście przebojów
| Rok  | Lista przebojów                          | Numer |
| ---- | ---------------------------------------- | ----- |
| 2007 | Oficjalna lista sprzedaży płyt w Anglii. | 57    |